# فيروس هربسي بشري 6
الفيروس الهربسي البشري 6 (بالإنجليزية: Human herpesvirus 6 or HHV-6)‏ هو الاسم الجامع الشائع للفيروس الهربسي البشري 6 أ والفيروس الهربسي البشري 6 ب، هذه الفيروسات تربطها صلة وثيقة وهما من أنواع الهربس التسعة المعروف أن مضيفها الابتدائي هو البشر.